# Imperia (provins)
 For alternative betydninger, se Imperia. (Se også artikler, som begynder med Imperia)
Imperia er en provins i Italien. Italien er opdelt i 20 regioner, 110 provinser og cirka 7900 kommuner (skrevet 20. juni 2023). Provinsen Imperia er én af fire provinser i regionen Ligurien. De tre andre regioner i Ligurien er: La Spezia, Genova og Savona. Hovedbyen i provinsen hedder Imperia og er en sammensmeltning af de to byer: Porto Maurizio og Oneglia.
Imperia er beliggende mellem de maritime alper mod nord, Middelhavet mod syd, provinsen Savona mod øst og mod vest grænser regionen op til Frankrig. Provinsen er meget bjergrig og består af en blanding af bjerge og dale.

## Ekstern henvisning
- Officiel hjemmeside for provinsen

43°53′11″N 8°01′47″Ø / 43.886466666667°N 8.0296527777778°Ø